# Unione Sportiva Piombino 1954-1955
Questa voce raccoglie le informazioni riguardanti l'Unione Sportiva Piombino  nelle competizioni ufficiali della stagione 1954-1955.

## Rosa
| N. |                   | Ruolo | Calciatore          |
| -- | ----------------- | ----- | ------------------- |
|    | Italia (bandiera) | A     | Gianni Basile       |
|    | Italia (bandiera) | A     | Rolando Battistini  |
|    | Italia (bandiera) | P     | Doriano Carlotti    |
|    | Italia (bandiera) | A     | Giovanni Colombelli |
|    | Italia (bandiera) | C     | Luigi Falchi        |
|    | Italia (bandiera) | C     | Gustavo Fiorini     |
|    | Italia (bandiera) | A     | Pietro Fiorindi     |
|    | Italia (bandiera) | A     | Alberto Galassi     |
|    | Italia (bandiera) | D     | Attilio Gelli       |
|    | Italia (bandiera) | A     | Gino Ieri           |

| N. |                   | Ruolo | Calciatore         |
| -- | ----------------- | ----- | ------------------ |
|    | Italia (bandiera) | C     | Evo Lorenzelli     |
|    | Italia (bandiera) | C     | Cesare Meucci      |
|    | Italia (bandiera) | D     | Bruno Mezzacapo    |
|    | Italia (bandiera) | A     | Pasquale Morisco   |
|    | Italia (bandiera) | A     | Marcello Panettoni |
|    | Italia (bandiera) | P     | Sergio Picchi      |
|    | Italia (bandiera) | D     | Emilio Reami       |
|    | Italia (bandiera) | A     | Pasquale Sansolini |
|    | Italia (bandiera) | C     | Edo Semplici       |
|    | Italia (bandiera) | A     | Giuseppe Taddei    |